# Sergio Reguilón
Artikeln följer den spanska namnseden; faderns efternamn är Reguilón och moderns efternamn Rodríguez.
Sergio Reguilón Rodríguez, född 16 december 1996, är en spansk fotbollsspelare (vänsterback) som spelar för Tottenham Hotspur.

## Klubbkarriär
Reguilón fostrades i Real Madrid. Den 5 juli 2019 lånades han ut till Sevilla på ett låneavtal över säsongen 2019/2020.
Den 19 september 2020 värvades Reguilón av Tottenham Hotspur, där han skrev på ett femårskontrakt.
Den 30 augusti 2022 lånades Reguilón ut till Atlético Madrid på ett låneavtal över säsongen 2022/2023.

## Landslagskarriär
Reguilón debuterade för Spaniens landslag den 6 september 2020 i en 4–0-vinst över Ukraina.